# Workload Partition
Workload Partition（ワークロードパーティション、WPAR）は、オペレーティングシステムレベルの仮想化技術のソフトウェア実装の1つである。IBM AIX 6.1 の機能として登場し、アプリケーションの独立した実行環境や、資源管理の機能を提供する。

## 概要
WPAR（複数形はWPARs）は、ソフトウェアによるパーティション（区画）で、AIXの1つのインスタンスより作成され、またその資源を共有する。WPARは、AIX 6.1 がサポートする全てのSystem pおよびPower Systemsで複数作成できる。WPARには、システムWPAR とアプリケーションWPAR の2種類がある。

## システムWPAR
システムWPARは、LPARや完全に分離されたシステムに似ている仮想システム環境である。WPARはそれぞれの、ファイルシステムやユーザー、グループ、ログイン、ネットワークスペース、管理ドメインなどを持つ。全てのWPARは、同一のグローバルAIXカーネルを共有する。

## アプリケーションWPAR
アプリケーションWPARは、1つまたは複数のアプリケーションプロセスのための、軽量の仮想環境である。

## Live Application Mobility
Live Application MobilityはWPARの拡張であり、稼働中のワークロード（業務）を、1つの物理マシン（筐体）から他の物理マシンに移動できる機能を提供する。この機能は、ハードウェアの更改や計画停止などに非常に便利である。AIX 6.1 TL（テクノロジー・レベル）04からは、NFSに加えてSANも使用可能となった。